# Betrayal at Krondor
Betrayal at Krondor je počítačová hra žánru RPG vyvinutá společností Dynamix. Byla vydána v roce 1993 pro systém MS-DOS. Hra se z větší části odehrává ve fantasy světe zvaném Midkemia, který vytvořil americký spisovatel Raymond E. Feist pro svou Ságu trhlinových válek. Hra samotná připomíná knihu, je rozdělena na kapitoly a vyprávěna ve třetí osobě.
Feist později přepsal příběh hry do knihy Zrada v Krondoru (Krondor: The Betrayal).
Hra byla přijata kladně jak herními časopisy, tak samotnými hráči. Dosáhla hodnocení 87,5 % na GameRankings.